# 布萊克沃爾山脈
68°22′S 66°48′W / 68.367°S 66.800°W
布萊克沃爾山脈（英語：Blackwall Mountains）是南極洲的山脈，位於葛拉漢地的法利埃海岸，處於內尼港以南，東面是雷穆斯冰川，南面是羅穆盧斯冰川，長9公里，海拔高度1,370米。